# The Baths
The Baths est une plage de l'île de Virgin Gorda dans les Îles Vierges britanniques.

## Géographie
The Baths est situé à environ 1,9 km au sud de Spanish Town, à l'extrémité sud de l'île, entre Spring Bay et Devil's Bay. The Baths est une zone de formations géologiques uniques et l'une des principales destinations touristiques des Îles Vierges britanniques.

## Zone
Bien que le volcanisme représente une grande partie des îles Vierges, The Baths a été formé par du granit qui s'est érodé en une pile de rochers sur la plage. Le granit s'est formé à partir du refroidissement lent du magma en profondeur près des volcans de surface. Une fois exposée, l'érosion a continué à isoler le granit en gros blocs et autour de leurs surfaces. Les rochers forment des mares naturelles, des tunnels, des arches et des grottes panoramiques ouvertes sur la mer. Les plus gros rochers mesurent environ 12 mètres de long.
Depuis 1990, la région fait partie du parc national des Îles Vierges britanniques, tout comme les baies adjacentes, et constitue une attraction touristique majeure, avec la natation et la plongée avec tuba comme principales attractions.